# Dorylus
Dorylus ist eine Gattung der Ameisen. Es handelt sich um die einzige Gattung der Unterfamilie Dorylinae. Sie gehört zu den Wanderameisen (Dorylomorpha). In ihrer Ökologie und Lebensweise entspricht sie in der Alten Welt den Arten der Unterfamilie Ecitoninae in Amerika. Die Dorylus-Arten werden als Heeres- oder Treiberameisen bezeichnet (auf Englisch Driver Ants, Siafu auf Swahili). Den Namen Treiberameisen erhielten sie nach den Arten der Untergattung Anomma, die ihre fliehende Beute auf einer breiten Front vor sich herzutreiben scheinen.
Die Gattung Dorylus umfasst mit Dorylus wilverthi die größten Ameisen überhaupt, die Königinnen erreichen 52 Millimeter Körperlänge, als auch die größten bekannten Insektenstaaten mit mehr als 20 Millionen Arbeiterinnen pro Volk.

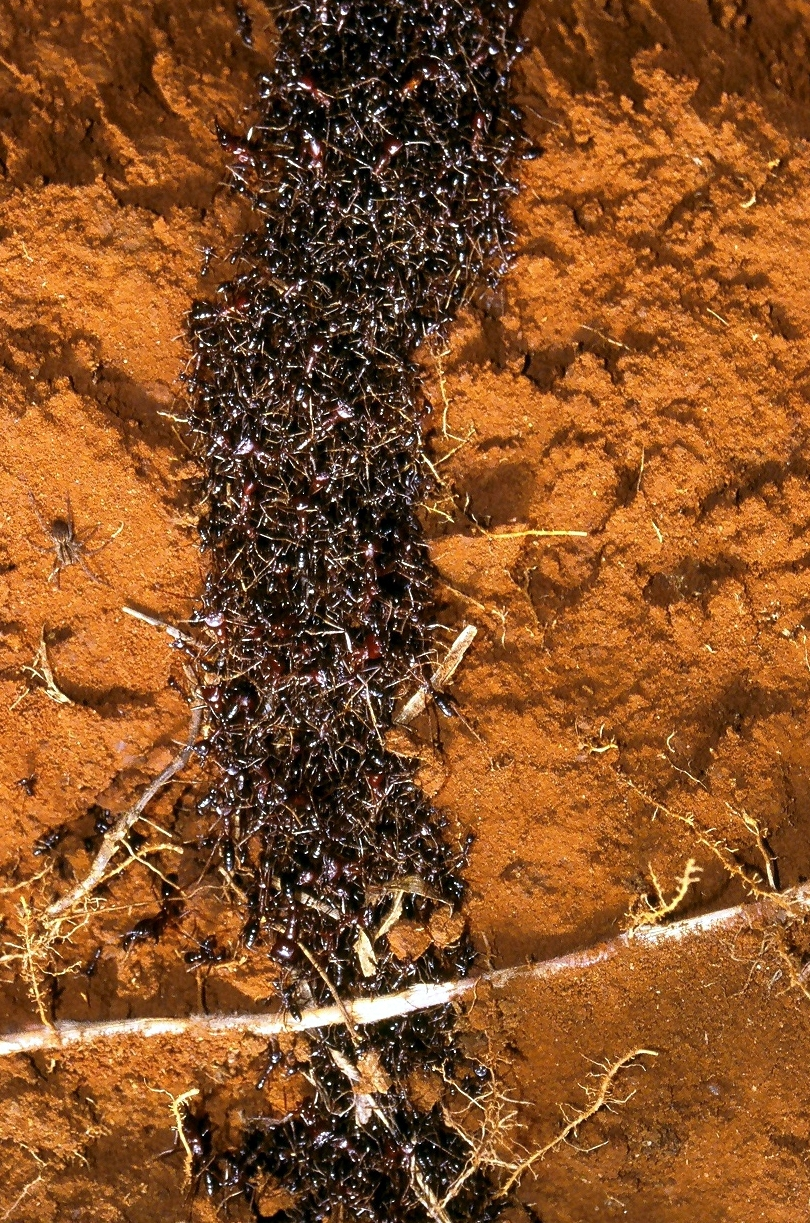
Jagdzug von Treiberameisen

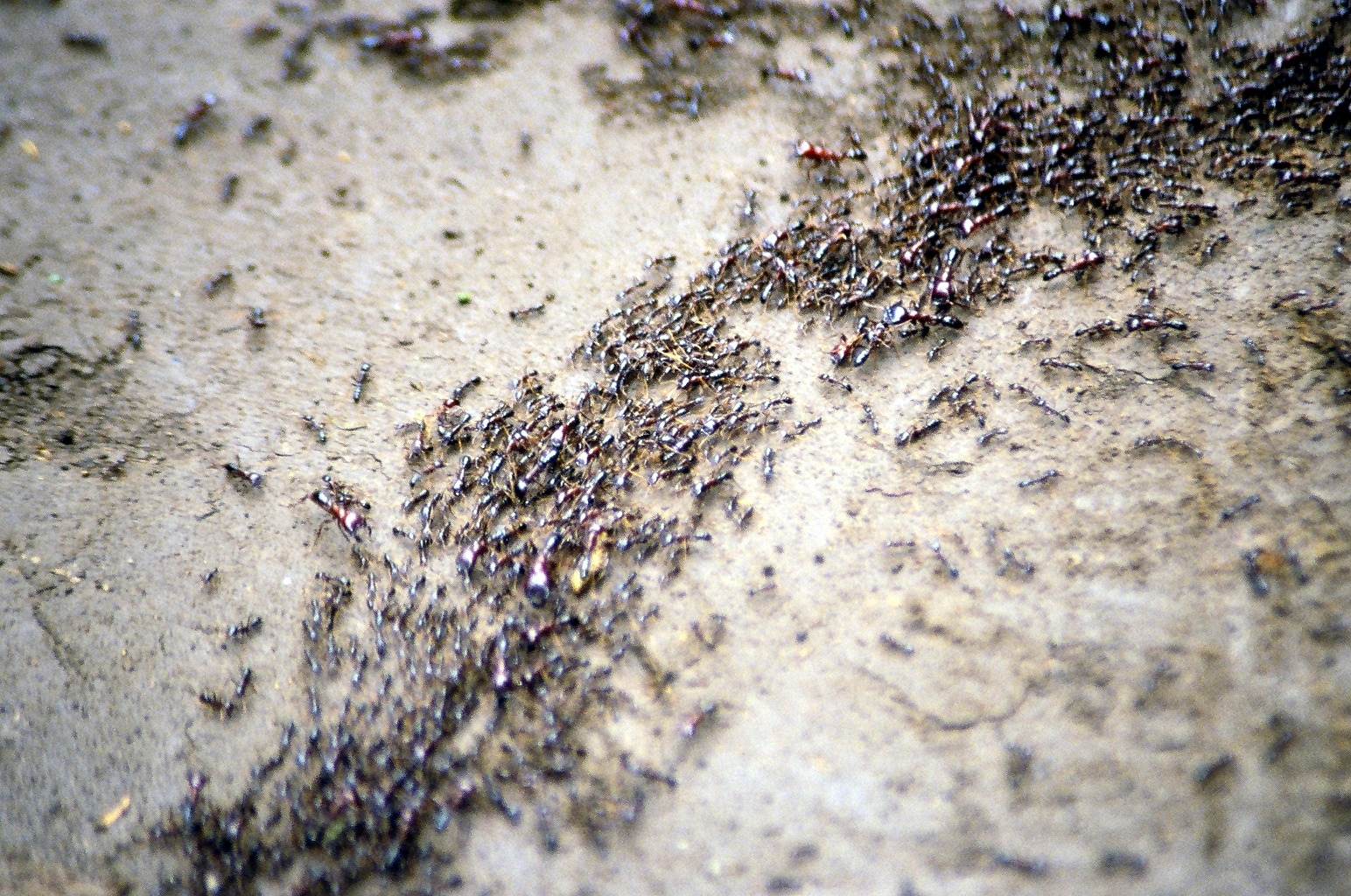
Laufstrecke von Treiberameisen

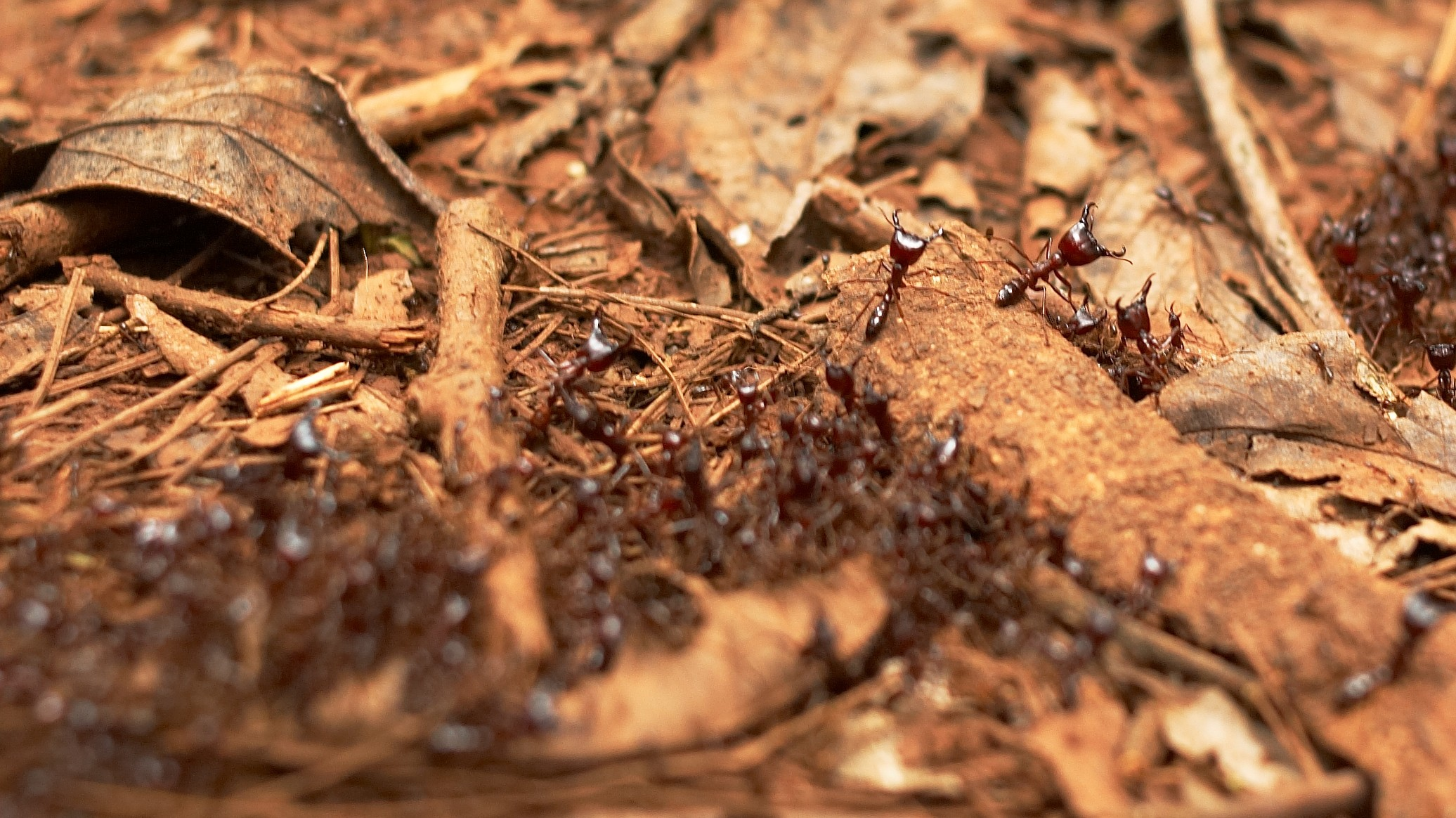
Safariameisen in Kenia

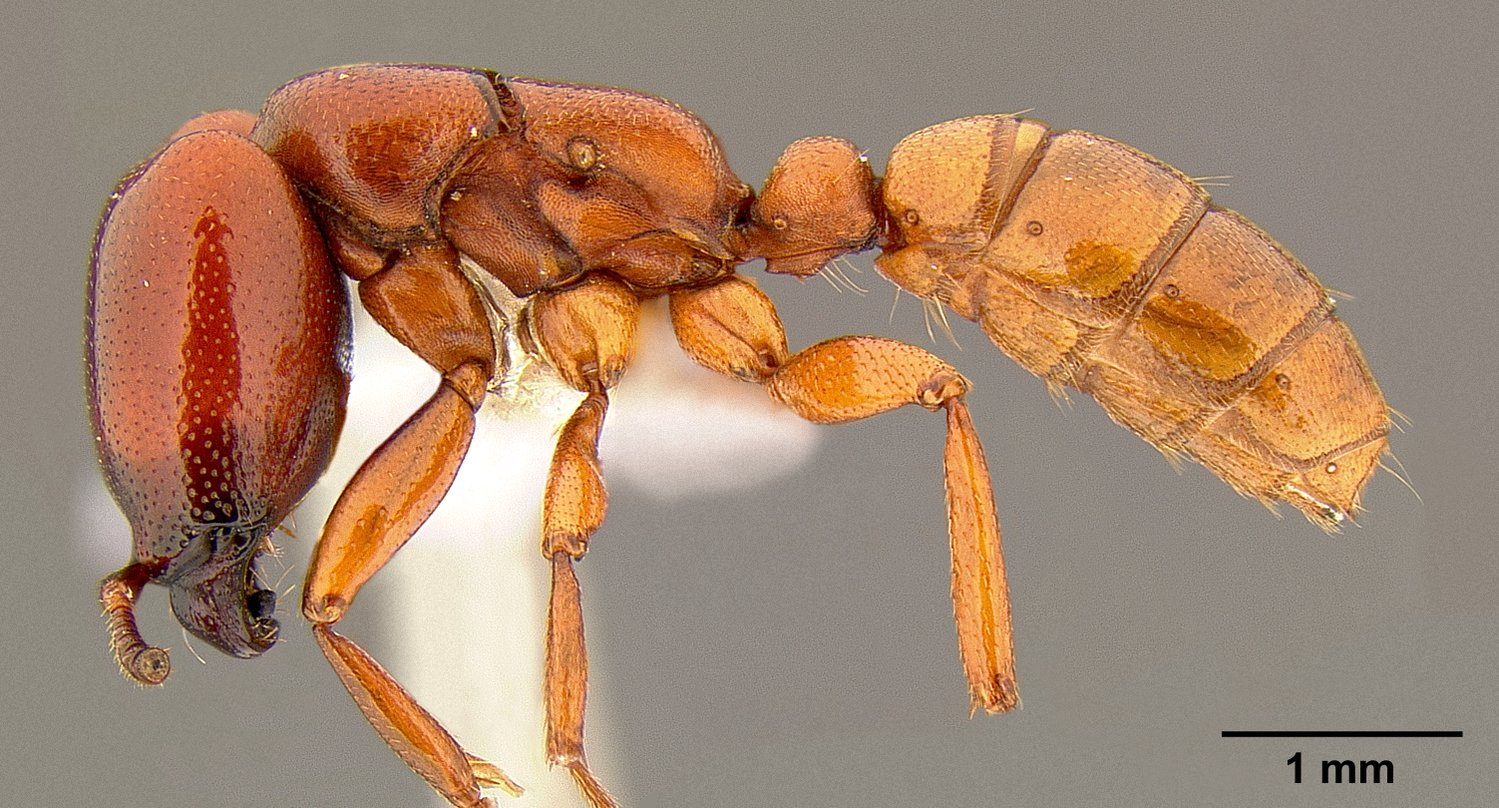
Dorylus helvolus

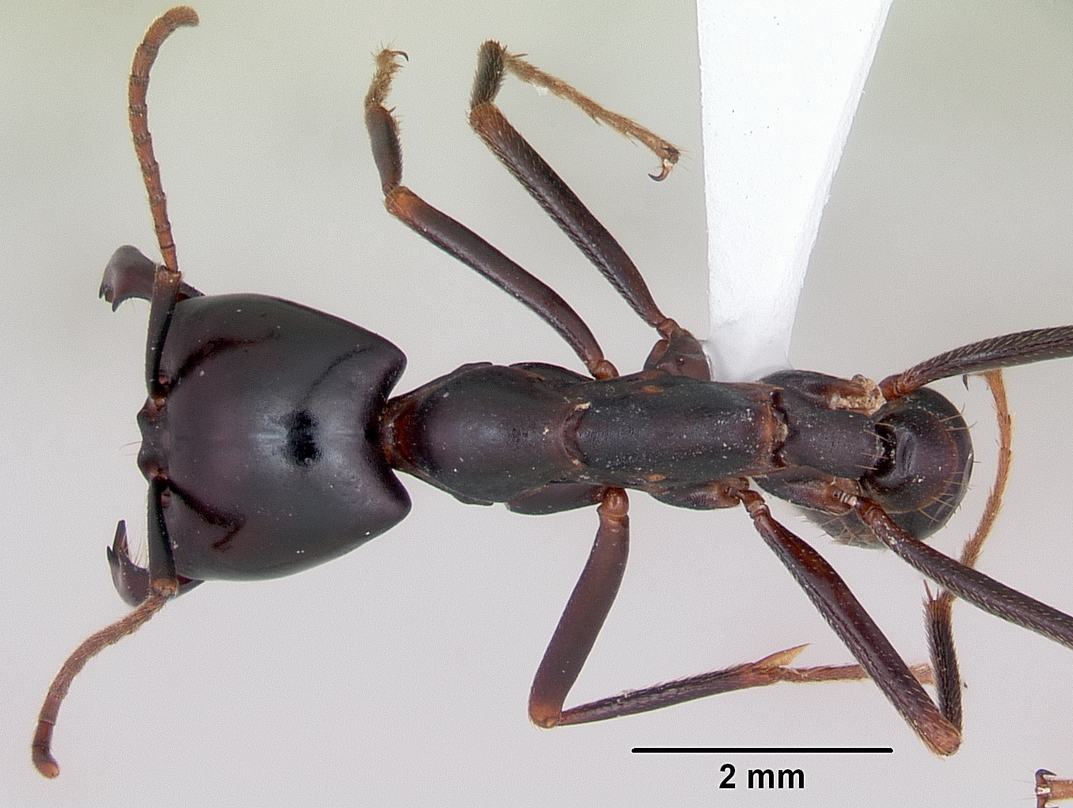
Dorylus nigricans

## Beschreibung
Die Gattung Dorylus ist gekennzeichnet durch einen eingliedrigen, knotenförmigen Petiolus. Ein abgeschnürter Postpetiolus ist nicht ausgebildet, dadurch sind sie leicht von der verwandten Gattung Aenictus zu unterscheiden. Typisch ist auch die Ausbildung des Clypeus am Kopf. Dieser ist bei den Männchen extrem verkürzt, bei Königinnen und Arbeiterinnen ganz fehlend. Dadurch ist die Einlenkung der Antennen unmittelbar an den Vorderrand der Kopfkapsel gerückt. Die Frontalkiele sind sehr kurz, auch die Antennen sind in der Regel auffallend verkürzt. Sie bestehen je nach Art aus neun bis zwölf Gliedern.

### Arbeiterinnen
Die Arbeiterinnen besitzen zylindrische Körpergestalt mit sehr großem Kopf. Sowohl Ocellen wie auch Komplexaugen fehlen vollständig. Die Tiere sind aber vermutlich nicht völlig blind, sondern können mit einem Hautlichtsinn zumindest Hell und Dunkel unterscheiden. Von den Mundwerkzeugen sind die Mandibeln verlängert und mehr oder weniger sichelförmig mit parallelem Innen- und Außenrand, d. h. Basalrand und Vorderrand (Kauleiste) gehen ohne Absatz ineinander über. Sie stellen die hauptsächlichen Waffen für den räuberischen Nahrungserwerb dar und sind ohne weiteres in der Lage, auch die menschliche Haut zu durchdringen. Die Mandibeln tragen einen scharfen, sichelförmigen Zahn an der Spitze und meist einen weiteren, auffallend vergrößerten Zahn in der Mitte (subapikal), dieser ist aber je nach Art und Größenform variabel. Zusätzlich sind mehrere kleine Zähnchen vorhanden. Die Palpen von Maxillen und Labium sind nur zweigliedrig (Ausnahme: Dorylus orientalis mit eingliedrigen Maxillarpalpen) und gegenüber den meisten anderen Ameisen auffallend kurz. Das Labrum ist nicht, wie bei sonst fast allen Ameisen, in der Mitte durch eine Aussparung eingeschnitten, sondern gleichmäßig verrundet. Am Rumpf ist die Naht zwischen Pronotum und Mesopleuren deutlich erkennbar, aber durch eine schmale bandförmige Zone immobil fixiert. An den Hinterecken des Propodeums (des mit dem Thorax verschmolzenen ersten Hinterleibssegments) sind keine lappenförmigen Auswüchse (oft ungenau als Metapleuralloben bezeichnet) vorhanden. Am Hinterleib ist die Bauchplatte (Sternit) des ersten Gastersegments auffallend verkürzt. Das Pygidium (Tergit des siebten Abdominalsegments, bildet das Hinterende des freien Hinterleibs) ist durch eine tiefe Aussparung zweispitzig. Ein Giftstachel ist vorhanden, er ist aber verkürzt und funktionslos und liegt im Hinterleib verborgen.
Die langgestreckt zylindrische Körperform, die fehlenden Augen, die verkürzten Antennen und Palpen lassen sich als Anpassungen an eine vor allem unterirdische Lebensweise erklären. Man nimmt an, dass auch die oberirdisch jagenden eigentlichen Treiberameisen in der Untergattung Anomma von unterirdisch lebenden Vorfahren abstammen.
Sehr auffallend bei allen Arten der Gattung ist der extreme Größenpolymorphismus der Arbeiterinnen. Die größten Formen besitzen mehr als die hundertfache Körpermasse der kleinsten. Die größten Formen wurden früher oft als Soldaten bezeichnet, oft werden die Arbeiterinnen in drei Größenformen eingeteilt. Anders als bei den südamerikanischen Eciton-Arten gehen aber alle Größenklassen lückenlos ineinander über, es existieren keine scharf geschiedenen Unterkasten.

### Königinnen
Die Form der Königinnen ist wie bei allen Treiberameisen charakteristisch abgewandelt, diese besondere Merkmalsausprägung wird oft als dichthadiigyn bezeichnet. Die Königinnen sind ebenso wie die Arbeiterinnen völlig augenlos und ähneln diesen in der generellen Körpergestalt. Insbesondere besitzen sie niemals Flügel oder auch nur erkennbare Rudimente von solchen. Da die Koloniegründung der Treiberameisen durch Spaltung der Mutterkolonie erfolgt, entfällt der sonst bei Ameisen übliche Hochzeitsflug. Königinnen sind daher ausschließlich inmitten von schützenden Arbeiterinnen, niemals einzeln, anzutreffen. Der Hinterleib ist walzenförmig und stark verlängert, insbesondere das dritte Abdominalsegment (das erste Segment des Gaster) erreicht ungewöhnliche Länge, bei Dorylus, ist, anders als bei anderen Treiberameisen, auch das siebte Segment verlängert und deutlich zweilappig. Bei eierlegenden Königinnen ist der Hinterleib mehr oder weniger aufgetrieben (physogastrisch), um die Menge der gelegten Eier zu maximieren. Der Kopf ist verbreitert und abgerundet, die Mandibeln sind durch den fehlenden subapikalen Zahn linealisch oder sichelförmig (falciform). Abweichend von den Arbeiterinnen sitzt bei den Königinnen seitlich am Petiolus, auf der Bauchseite, jederseits eine lappenförmige Erweiterung, wodurch der Petiolus bei Aufsicht die Breite des Rumpfs erreichen kann.

### Männchen
Die Männchen von Dorylus haben eine gegenüber den anderen Kasten vollkommen abweichende Erscheinung. Sie besitzen sehr große, halbkugelig vorstehende Komplexaugen und außerdem drei Punktaugen (Ocellen). Sie sind voll geflügelt und flugfähig. Das Pronotum ist bei Sicht von der Seite her dreieckig verschmälert. Der Hinterleib ist hingegen zylindrisch und ganz auffallend verlängert ohne nach hinten hin verschmälert zu sein. Durch die für eine Ameise eher untypische Körpergestalt hat der Begründer der modernen Taxonomie, Carl von Linné das erste ihm vorliegende Männchen als Wespenart beschrieben und Vespa helvola benannt (heute: Dorylus helvolus). Weitere typische Merkmale des Männchens sind: Die ersten drei Fühlerglieder sind auffallend glatt und glänzend, Labialpalpen eingliedrig, das Stigma am Mesothorax ist gegenüber seiner normalen Lage auffallend nach dorsal verschoben. Im Flügelgeäder fällt das schwach entwickelte Flügelmal (Pterostigma) auf, außerdem fehlt im Vorderflügel eine Querader, wodurch nur eine Submarginalzelle ausgebildet ist. Die Form des männlichen Begattungsapparats weist ebenfalls eine Reihe Besonderheiten auf.
Die Männchen der Dorylinae fliegen zu bestimmten Zeiten massenhaft und werden durch Lichtquellen in großer Zahl angelockt. Dadurch liegen sehr viele isolierte Fundnachweise von Männchen vor. Alle Systematiker vermuten deshalb, dass in einer unbekannten Zahl von Fällen die Männchen unabhängig von den Königinnen und Arbeiterinnen ein zweites Mal wissenschaftlich neu beschrieben worden sind, d. h. einer der Artnamen ein Synonym darstellt. Dies ist kürzlich für ein Artenpaar nachgewiesen worden (Dorylus gerstaeckeri ist in Wirklichkeit das Männchen von Dorylus gribodoi). Durch vermutlich noch unerkannte Artenpaare ist die tatsächliche Artenzahl der Dorylinae sehr unsicher.
Die Männchen von Dorylus sollen in Afrika bei vielen Völkern als Delikatesse gelten und gegessen werden. Ihr Name wurde von Europäern als sausage flies (Wurstfliegen) übersetzt.

### Larven
Über die Larven von Dorylus ist wenig bekannt. Einige Arten wurden von Wheeler beschrieben. Sie entsprechen in der Körpergestalt den Ameisenlarven des mymecoiden Larventyps, d. h. sie sind relativ langgestreckt mit bauchwärts eingekrümmtem Körper, das Abdomen ist zum Hinterende hin am breitesten und hinten abrupt verengt. Auffallend sind Beinrudimente, die als kissenförmige, warzige Strukturen ausgebildet sind. Die Körperoberfläche ist von mikroskopischen Dörrnchen (Spinulae) besetzt und nur sehr spärlich behaart. An der Kopfkapsel gehen Labrum und Clypeus ohne klar erkennbare Naht ineinander über, diese Struktur ist nach vorne ausgestülpt.

## Lebensweise
Die meisten Dorylus-Arten, darunter alle asiatischen (und auch der einzige europäische) Vertreter, leben und jagen unterirdisch (hypogäisch). Die spektakulären Raubzüge der eigentlichen Treiberameisen sind auf wenige Arten der Untergattung Anomma beschränkt, die alle im tropischen Afrika leben. Während die oberirdisch jagenden Arten schon den Forschungsreisenden des 19. Jahrhunderts auffielen, ist über die unterirdisch jagenden vergleichsweise viel weniger bekannt. Diese Lebensweise gilt aber als die ursprüngliche, aus der sich die oberirdische Jagdweise sekundär entwickelt hat.
Alle Arten, sowohl die oberirdisch wie auch die unterirdisch jagenden, zeigen das typische Verhalten der Wanderameisen. Sie jagen immer und ausschließlich in Gruppen, die aus zahlreichen Arbeiterinnen bestehen. Späher, die einzeln ausschwärmen und anschließend Nestgenossen rekrutieren würden, gibt es keine. Stattdessen brechen jeden Abend die Arbeiterinnen aus dem Nest in einer massiven Marschkolonne, die Hunderttausende bis Millionen von Tieren umfasst, auf. Die vordersten Tiere laufen ein Stück voraus, lassen sich dann aber zurückfallen, so dass ständig neue Tiere die Front bilden. Die Marschsäule spaltet sich nach gewisser Zeit in parallel laufende Kolonnen auf, die sich bei der Jagd bei den oberirdisch jagenden Arten nach und nach zu einer breiten Front auffächern, die einen oder zwei Meter tief ist. Alle Marschsäulen sind durch zurücklaufende Tiere ständig mit dem Nest verbunden. Die vorderen Tiere jagen ihre Beutetiere, die zumindest bei den oberirdisch jagenden Arten nahezu alles, von kleinen Milben und Springschwänzen bis hin zu Schlangen und Eidechsen, umfasst. Auch viel größere Beutetiere werden durch synchronen Angriff zahlreicher Arbeiterinnen überwältigt, nur sehr wenige Arten sind durch spezielle Schutzmechanismen sicher. Die Beutetiere werden anschließend entweder an Ort und Stelle zerlegt oder im Ganzen zum Nest transportiert. Die Beute wird dabei nicht, wie bei anderen Ameisen, rückwärts gezogen, sondern längs unter dem Körper getragen. Ist ein Beuteobjekt zu groß, tragen es Teams aus mehreren Arbeiterinnen, dies geschieht bei Dorylus häufiger als bei Eciton, die dafür mehr sehr große Arbeiterinnen besitzt. Gegen Morgen kehrt die Kolonne in das Nest zurück, sie bricht am folgenden Tag in eine andere Richtung wieder auf.
Alle Arten jagen auf oder im Boden, eine Jagd in der Feldschicht oder im Kronenraum von Wäldern findet nicht statt.
Bemerken andere Tierarten sich nähernde Treiberameisen, führt dies in der Regel zu sofortiger Flucht. In der Beschreibung des amerikanischen Zoologen Thomas Staughton Savage, der die Tiere als erster eingehend beschrieb: „Es ist buchstäblich wahr, dass sie alles vor sich hertreiben, was fähig ist, sich zu bewegen. Ihre Ankunft in einer Siedlung erkennt man an der gleichzeitigen Flucht aller hier lebenden Ratten, Mäuse, Eidechsen, Schaben usw. Und sogar der Mensch, selbsternannter Herr der Schöpfung, muss sich dem zahlenmäßig überlegenen Feind geschlagen geben, kommen die Ameisen zu einer Tür herein, flieht er schnell durch die andere.“ Aufgrund ihrer stark ausgebildeten Kieferzangen können Treiberameisen auch bei Menschen sehr schmerzhafte Bisse zufügen. In einigen Fällen kann es zu allergischen Reaktionen oder zu Atemnot kommen. Da ein Raubzug von Treiberameisen nur ca. 20 Meter in der Stunde zurücklegt, ist eine Gefahr für Menschen nur äußerst gering.
Im Gegensatz zu den Eciton-Arten, deren Brut und Königin sich in einem oberirdischen Biwaknest aufhalten, das aus den Körpern von Arbeiterinnen selbst gebildet wird, leben alle Dorylus-Arten in unterirdischen Nestern. In den Nestern kann es aber zu biwak-artigen Ansammlungen von Arbeiterinnen kommen. Bei der oberirdischen Art Dorylus molestus sind die Nester sehr auffallende kraterähnliche Erdeinsenkungen von etwa drei Meter Durchmesser, die ausgegrabene Bodenmenge wurde auf etwa 35 Kilogramm geschätzt. Bei der unterirdisch jagenden Dorylus laevigatus bestehen die Nester aus einer oder mehreren benachbarten Erdhöhlungen bis zu etwa 30 Zentimeter Durchmesser ca. 20 Zentimeter unter der Oberfläche, wobei oberflächlich keine Spur des Nests erkennbar ist. Wie für alle Wanderameisen typisch und kennzeichnend, verlegen alle Dorylus-Arten periodisch den Neststandort und beziehen ein neues Nest. Bei Dorylus molestus erfolgten die Umzüge nach 3 bis 111 Tagen, Mittelwert 17 Tage. Der neue Neststandort war im Mittel etwa 100 Meter vom alten entfernt. Die Niststandorte liegen meist in etwa auf einer geraden Linie. Beim Umzug zieht erst ein Teil des Volks voran und bereitet den neuen Standort vor. Die Königin wechselt den Nestort wann immer möglich in einem von Erde bedeckten Gang, kann ein solcher nicht ausgehoben werden, wird sie dicht von Arbeiterinnen bedeckt. Als Grund für den Umzug gilt vor allem die Erschöpfung der Nahrungsgrundlage am alten Standort durch die Jagdzüge, die durch die besondere Jagdtechnik bald keine Beute mehr übrig lassen. Die komplizierten Rhythmen zwischen reproduktiven und Jagdphasen, die für Eciton-Arten beschrieben wurden, gibt es bei Dorylus nicht.
Völker von Dorylus haben, unabhängig von ihrer Volkzahl, immer nur eine einzige Königin. Neue Kolonien entstehen aus der Mutterkolonie durch Sprossung. Dabei werden in bestimmten Abständen zusätzlich zu Arbeiterinnen Geschlechtstiere erzeugt und großgezogen. Eine oder mehrere Jungköniginnen verlassen anschließend mit einem Teil des Volks die Mutterkolonie und leben unabhängig weiter. Anschließend werden, auf im Detail unbekannte Weise, überzählige Königinnen eliminiert. Die Jungköniginnen werden durch zugeflogene Männchen aus anderen Kolonien befruchtet, um Inzucht zu vermeiden. Die Männchen fliegen dazu in den Schwarm ein. Dies gibt den Arbeiterinnen möglicherweise Gelegenheit, passende Bewerber auszuwählen. Jede Königin wird von zahlreichen Männchen befruchtet, allerdings nur unmittelbar nach der Spaltung. Später findet keine weitere Befruchtung mehr statt. Da die Arbeiterinnen viele Väter haben können, sind sie im Mittel Halbschwestern. Stirbt eine Königin, geht das betroffene Volk in der Regel zugrunde. Es kommt weder zur Bildung von Ersatz-Geschlechtstieren, noch beginnen Arbeiterinnen Eier zu legen (aus denen, weil unbefruchtet, immer Männchen schlüpfen würden). Gelegentlich kommt es aber dazu, dass ein königinloses Volk mit einem anderen, benachbarten fusioniert.
Treffen zwei Völker auf ihren Jagdzügen aufeinander, ändern sie in der Regel ihre Marschrichtung, um sich aus dem Weg zu gehen. Es kommt nicht zu nennenswerter innerartlicher Aggression.
Die Erzeugung neuer Kolonien durch Sprossung hat eine Reihe von Auswirkungen. So ist es den Tieren dadurch nicht möglich, sich effektiv fernzuverbreiten oder als Lebensraum ungeeignete Bereiche größerer Ausdehnung zu durchqueren. Die Gattung Dorylus fehlt, wahrscheinlich deshalb, in der Regel auf Inseln jeder Lage und Größe, einschließlich der großen Insel Madagaskar. Außerdem sind die Tiere bei Fragmentation ihres Lebensraums, z. B. durch Fällen von Wäldern, oft auf diese Habitat-Inseln beschränkt. Auf kleinen Inseln können sie sehr rasch ganz aussterben. Durch ihren hohen ökologischen Einfluss hat das große Auswirkungen auf die gesamte Lebensgemeinschaft.

## Systematik
Schwestergruppe der Dorylinae ist wohl die rätselhafte Gattung Aenictogiton aus Südafrika, die in eine eigene Unterfamilie Aenictogitoninae gestellt wird. Von Aenictogiton sind bis heute nur Männchen gefunden worden, Arbeiterinnen und Königinnen sind unbekannt. Nächstverwandt ist anschließend die altweltliche Gattung Aenictus, für die ebenfalls eine eigene Unterfamilie Aenictinae eingerichtet wurde. Diese zusammen sind Schwestergruppe der neuweltlichen Ecitoninae. Damit bilden alle echten Treiberameisen eine Klade, die als Dorylomorpha benannt worden ist (früher wurden alle diese Unterfamilien allerdings meist in einer weiter gefassten Unterfamilie Dorylinae vereinigt). Diese Phylogenie erscheint sowohl nach morphologischen wie auch nach molekularen Merkmalen gut begründet. Wanderameisen im ökologischen Sinne, d. h. Arten ohne festen Niststandort, die in Gruppen jagen, gibt es darüber hinaus auch noch aus anderen Verwandtschaftsgruppen. Innerhalb der Dorylomorpha war früher die Ansicht vorherrschend, die Lebensweise als Wanderameisen wäre auch in den einzelnen Unterfamilien konvergent entstanden. Nun geht man von einer einmaligen, gemeinsamen Entstehung an der Basis der Stammlinie aus.
Ein chinesischer Forscher hat im Jahr 2000 eine zweite Gattung der Dorylinae für eine neu entdeckte Art eingerichtet, die er Yunodorylus sexspinosus benannte. Die Art ist später allerdings in die Gattung Cerapachys (Unterfamilie Cerapachyinae) gestellt worden.
Die Gattung Dorylus wird nach morphologischen Merkmalen in sechs Untergattungen unterteilt
- Dichthadia mit nur einer Art: Dorylus laevigatus
- Alaopone
- Rhogmus
- Typhlopone
- Dorylus (s. str.)
- Anomma

Bei einer molekularen Studie anhand homologer DNA-Sequenzen wurde die Gliederung zwar in den Grundzügen bestätigt. Allerdings erwiesen sich die Untergattungen Dorylus s. str. und Anomma als gegeneinander paraphyletisch, sie sollten deshalb in einer Gruppe vereinigt werden. Monophyletisch war hingegen eine Gruppe, die alle oberirdisch jagenden Anomma-Arten umfasste.

## Verbreitung
Das Hauptverbreitungsgebiet der Treiberameisen liegt in Ost- und Zentralafrika. In Asien leben nur vier Arten. Eine davon, die weit verbreitete Dorylus fulvus, die auch in den Trockengebieten Nordafrikas und Arabiens lebt, kommt im Südosten Europas (Balkanhalbinsel) vor.

## Ökologische Bedeutung
Treiberameisen sind in zahlreichen Lebensräumen des tropischen Afrika ökologische Schlüsselarten mit starkem Einfluss auf die gesamte Lebensgemeinschaft. Ihre Biomasse kann, pro Fläche betrachtet, in den von ihnen bevorzugten Lebensräumen diejenige der Wirbeltier-Prädatoren erreichen. Dabei beeinflussen die oberirdischen Arten ihren Lebensraum offenbar stärker als die unterirdisch jagenden. Obwohl einige von diesen auf Regenwürmer als bevorzuge Beute spezialisiert sind, senkt ihre Anwesenheit deren Biomasse nicht dauerhaft ab. Stärkeren Einfluss üben die unterirdisch jagenden Arten allerdings auf Termitennester aus. Während einige unterirdische Arten auf diese Beute spezialisiert sind, gehören sie nur ausnahmsweise zum Beutespektrum der epigäischen Arten.

### Ameisenvögel
Als Beispiel für den Einfluss, den die Dorylus-Arten auf die Lebensgemeinschaft ausüben, sollen auch die ameisenfolgenden Vogelarten genannt sein. Eine ganze Reihe von Vögeln hat sich auf die aufgescheuchten, vor den Ameisen flüchtenden Insekten als Beute spezialisiert. Diese Arten sind z. T. von den Ameisen vollkommen abhängig. Dabei können sie als Nahrungsparasiten (Kleptoparasiten) der Ameisen aufgefasst werden, die deren Jagderfolg mindern.
In einer Studie im tropischen Afrika nennen die Autoren für ihre Untersuchungsgebiete 17 Vogelarten, die sie als spezialisierte Ameisenfolger einstufen: Halcyon badia (Kastanienlist), Ceyx lecontei (Braunkopf-Zwergfischer), Phyllastrephus icterinus (Zeisigbülbül), Bleda syndactyla, Bleda notata, Criniger chloronotus (Strichelbrustbülbül), Criniger calurus (Swainson-Bülbül), Stiphrornis erythrothorax (Waldrötel), Alethe diademata (Diademalethe), Alethe popliocephala (Braunbrust-Alethe), Neocossyphus rufus (Rotschwanz-Fuchsdrossel), Neocossyphus poensis (Weißschwanz-Fuchsdrossel), Stizorhina fraseri (Kurzlaufdrossel), Illadopsis rufipennis (Grauwangen-Buschdrossling), Illadopsis fulvescens (Braunbauch-Buschdrossling), Illadopsis cleaveri (Augenbrauen-Buschdrossling), Dicrurus atripennis (Glanzdrongo). In Regionen, in denen die Ameisen verschwinden, z. B. wegen Waldrodung, können auch diese Arten nicht überleben.

## Volksmedizinische Verwendung
In früheren Zeiten, bevor moderne Operationstechniken fast weltweit zur Verfügung standen, wurden Treiberameisen wie auch andere Ameisen mit besonders weiten Mandibeln zum Verschließen von Wunden und zur Ligatur von Blutgefäßen eingesetzt. Bis ins 19. Jahrhundert wurden Ameisen auf die Wundränder gehalten und, nachdem ihre Kiefer zugeschnappt waren und so die Wunde geschlossen hatten, hinter dem Kopf abgetrennt. Für eine längere Wunde wurden mehrere Ameisen nebeneinander eingesetzt. Diese Technik soll auch in den antiken Hochkulturen bekannt und beschrieben worden sein.